# Andrea Zingoni
Andrea Zingoni (Firenze, 30 dicembre 1955) è un regista, scrittore e artista italiano attivo nel campo dell'arte digitale, della animazione e della cinematografia.
È il fondatore di un gruppo storico di video e computer art, i Giovanotti Mondani Meccanici (GMM), e della casa di produzione T-Rex Digimation, nonché l'ideatore di numerosi cartoni animati tra cui Gino il Pollo, a cui presta la voce. 

## Biografia

### Gli inizi
Nel 1984 fonda, insieme con Antonio Glessi, i GMM. Nello stesso anno i GMM realizzano la prima comic strip digitale, pubblicata dalla rivista Frigidaire. Oltre a scrivere le sceneggiature della strip, Zingoni crea i video, le installazioni, le performance del gruppo. Dal 1988 è video jockey analogico della discoteca Tenax di Firenze. Per questa produce, con la sigla GMM, visual che rappresentano esperimenti di V-jaying artistico. Quello stesso materiale viene utilizzato nei rave party italiani e viene utilizzato per i video Electronic Mandala e Run, go, get out of here (1989) e l'installazione al Museo Pecci di Prato Tecnomaya in Infotown (1991). 

### Anni novanta
Nel 1991 realizza l'installazione interattiva Buddah Vision, un esperimento di realtà virtuale non immersiva. Nel 1992 cura l'installazione Silicon sounds for dusty actors per Taormina Video. In questi anni Zingoni lavora anche nell'industria della moda con clienti come Gianfranco Ferré, Pitti Immagine, Vivienne Westwood, Milano Vendemoda. Dal 1995, Zingoni incentra il suo lavoro sulla interattività e la tecnologia. La cultura psichedelica degli anni sessanta è alla base della collana di video Hacker Test, di cui fa parte l'opera Jimi in the Space. Dalla rappresentazione di paesaggi mentali, Zingoni passa alla realizzazione di spazi fisici dove lo spettatore può sostare e vivere, come nella Psychedelic room, progettata nel 1996 per il festival "Starship", organizzato insieme al filosofo e scrittore Franco Bolelli e al musicista Claudio Rocchi. Dal sodalizio con Bolelli nascono anche le collaborazioni alle tre edizioni del festival "Frontiere" (1998, 1999, 2000), eventi di cui cura l'architettura visuale e dove nascono l'installazione Adamo e Eva e gli "e-Movie". Nel 1998 cura la regia e fa parte del Comitato Scientifico del CD-ROM 1968, Una rivoluzione mondiale, progetto editoriale europeo di Manifesto Libri e Le Monde. Nel febbraio del 1995 inventa il personaggio di Gino il pollo come portavoce virtuale dei Giovanotti Mondani Meccanici. Nel 1999 viene pubblicato il libro Gino The Chicken - Le mirabolanti avventure del primo pollo perso nella rete (Castelvecchi Editore).

### Anni 2000
Dopo essere stato ospite della rivista underground Re Nudo, nel 2000 Gino il Pollo approda alla rivista Linus, dove le sue avventure vengono illustrate da diversi disegnatori (Davide Calì, Danilo Maramotti, Joshua Held). Nel 2001 inizia la sua collaborazione con My-Tv, web tv italiana di cui diventa direttore artistico. Insieme a Joshua Held, che lo disegna e lo anima, trasforma Gino in un web cartoon. Il video Tu' vuo' fa' o talebano, rivisitazione di uno dei brani più noti di Renato Carosone, diventa un fenomeno virale. Nel 2002, per My-Tv, con le illustrazioni del collettivo Malleus, progetta e realizza la miniserie in flash animation Princess Angela, una rockstar che combatte i crimini sessuali contro le donne. Del 2002 è la miniserie Wonderland Simphonyes, in flash animation su base fotografica, che esplora temi di politica internazionale.
Grazie alla fama raggiunta con Gino il Pollo, nel 2004 progetta e scrive la serie televisiva di animazione Gino il pollo: perso nella rete, prodotta da T-Rex Digimation (società di produzione che Zingoni fonda lo stesso anno), Rai Fiction, Lanterna Magica, e My-TV e distribuita da Rai Trade. La serie, composta di 52 episodi di 13 minuti l'uno, con decine di personaggi e 60 canzoni originali, viene trasmessa su Rai 3 nel 2006, e riproposta più volte negli anni successivi. Zingoni doppia, oltre al protagonista, anche molti altri personaggi. 
Nel 2007, produce per Rai Fiction Le ricette di Arturo e Kiwi, quattro serie da tredici episodi ciascuna ideate per presentare e spiegare con comicità demenziale le ricette tipiche della cucina italiana e internazionale. Sua la voce dei personaggi.

### Anni 2010
Nel marzo del 2010 scrive e produce (insieme a Rai Fiction) la serie per la prima infanzia Dixiland, che ha come protagonista un elefantino con le ali al quale Zingoni dà la voce. I disegni sono di Ugo Murgia, le musiche originali di Dario Brunori. Nell'aprile 2017, Dixiland riceve l'UNICEF Award durante Cartoons on the Bay, l'International Cross-media and Children's Television Festival. Nel dicembre 2018 scrive e produce la seconda stagione, Dixiland 2. La serie, distribuita da Rai Comm, è stata venduta in Cina, Corea del Sud e Argentina.
Nel 2012 Zingoni scrive I Grandi Classici di Gino il Pollo, serie televisiva di animazione di 26 episodi di 11 minuti l'uno, che mette in scena in maniera comica i grandi classici della letteratura del cinema, del teatro e della cultura giovanile contemporanea. La serie è co-prodotta da Rai Fiction, va in onda su Rai Gulp a partire dal giugno 2017.
Nel 2018 Zingoni realizza il suo primo film lungometraggio, Sono Angelica, voglio vendetta. interamente girato a Firenze, il film rientra nel filone Rape and Revenge e narra la storia di una giovane DJ che viene stuprata e mutilata, e che incapace di superare il trauma, decide di vendicarsi dei suoi aguzzini. La produzione è di T-Rex Digimation in collaborazione con Indiana Production.

### Anni 2020
Nell'anno 2020 scrive e produce per Rai Ragazzi la serie per la prima infanzia One Love Musical Shorts, dieci episodi musicali trasmessi in anteprima da Rai Yoyo il 21 giugno 2020 per la festa della musica.
Nel 2021 scrive, dirige e produce sempre in collaborazione con Rai Ragazzi, il social show crossmediale Animal House, realizzato con tecnica ibrida: riprese dal vivo con attori muniti di maschere a mandibola mobile e computer grafica. La serie è stata trasmessa a partire dal marzo 2021 da Rai Gulp.
Dal luglio 2021 sta lavorando alla nuova serie animata di One Love, in coproduzione con MondoTV Group e RAI Ragazzi.

## Filmografia

### Serie TV
- Gino il Pollo perso nella rete, serie TV (2005)
- Le ricette di Arturo e Kiwi, serie TV, due stagioni (2007)
- Arturo e Kiwi – Cucina per i cuccioli, serie TV, due stagioni (2010)
- Dixiland, serie TV, prima serie (2013)
- I grandi classici di Gino il Pollo, serie TV (2015)
- Dixiland, serie TV, seconda serie (2018)
- One Love Musical Shorts, serie TV (2020)
- Animal House, serie TV, 26 episodi di 7 minuti l'uno (2021)

### Lungometraggi
- Sono Angelica, voglio vendetta (2018)

### Webseries
- Le Avventure di Marionetti, miniserie web (1986)
- Gino The Chicken (Lost In The Net, A Prayer, Help I Am Freak, Chicken For The Devil, Piccolo Pollo), webserie (1995-2000)
- Gino il Pollo Web-Toons, webserie (2000-2003)
- Wonderland Simphonyes, miniserie web (2002)
- Princess Angela, miniserie web (2004)

### Computer art
- Giovanotti Mondani Meccanici, computer comic (1984)
- GMM vs. Dracula, computer comic (1984)
- Puccini/Opera (1988)
- Hacker Test, collana home video (1989)
- Space/Trance, collana home video (1990)
- Spazio/Tempo/Velocità per la città del XXI secolo (1991)
- Fatma Hands (1992)
- Starship (1993)
- Freak (1993)
- Coltello nella pancia (1994)
- White Rabbit (1994)
- Jimi in The Space, A Psichedelic Trip (1995)
- Adamo e Eva, video-installazione (1998)
- Commercial Album (2000)

## Pubblicazioni
- 1968, Una rivoluzione mondiale, Roma, Manifestolibri, 1998, ISBN 88-7285-145-9. (con CD-ROM)
- Gino the chicken: le mirabolanti avventure del primo pollo perso nella rete, Roma, Castelvecchi, 1999, ISBN 88-8210-119-3.
- Sex & Gino & Rocchenrolle, Milano, Rizzoli, 2003, ISBN 88-17-10724-7.
- Dixi e la cometa caduta, illustrazioni di Ugo Murgia, Torino, Zelig, 2011, ISBN 978-88-6676-001-6.
- Dixi e la sorpresina di compleanno, illustrazioni di Ugo Murgia, Torino, Zelig, 2011, ISBN 978-88-6676-000-9.

## Riconoscimenti
- 1984 – 1985 1º Premio della Giuria al Festival del Cinema Giovani di Torino; Premio Seleco al Fantafestival di Roma; 1º Premio Film-Maker 85, Milano; menzione d'onore al festival video di Rio de Janeiro per Giovanotti Mondani Meccanici e GMM vs. Dracula
- 1986 Festival U-Tape di Ferrara, premio a Le Avventure di Marionetti
- 1987 Premio FilmMaker Milano per la sceneggiatura de La Metamorfosi (cortometraggio dal vero)
- 1988 Festival U-Tape di Ferrara, 1º Premio a Puccini/Opera
- 1991 Premio Fifarc per il video di urbanistica a Spazio/Tempo/Velocità per la città del XXI secolo
- 1994 Electronie d'Arte, Roma, 1º Premio a Coltello nella pancia
- 2002 Premio Satira politica a Gino il Pollo, Forte dei Marmi
- 2002 Premio Massimo Troisi a Gino il Pollo, San Giorgio a Cremano
- 2006 Premio abbonati Rai a gino il Pollo, Cartons On The Bay, Positano
- 2007 Special Mention a Le ricette di Arturo e Kiwi, Cartoons On The Bay, Salerno
- 2007 Premio Saint-Vincent per la Fiction, Premio speciale Grolla d'Oro miglior cartone animato a Gino il Pollo, Saint-Vincent
- 2008 Premio il Grillo Alta Qualità per l'infanzia per Le ricette di Arturo e Kiwi, Alta Badia
- 2017 UNICEF AWARD International Cross-media and Children's Television Festival per Dixiland